# Kałyniwka (rejon konotopski)
Kałyniwka (ukr. Калинівка, do 2016 Komsomolśka Komuna, ukr. Комсомольська Комуна) – wieś na Ukrainie, w obwodzie sumskim, w rejonie konotopskim, w hromadzie Konotop. W 2001 liczyła 531 mieszkańców, spośród których 507 wskazało jako ojczysty język ukraiński, 21 rosyjski, 2 mołdawski, a 1 inny.